# Колосова, Екатерина Ивановна
Екатери́на Ива́новна Ко́лосова (урождённая Каза́нцева; 1927 — 3 июня 2002) — передовик советского сельского хозяйства, звеньевая колхоза имени Ленина Грязнухинского района Алтайского края, Герой Социалистического Труда (1949).

## Биография
Родилась в 1927 году в селе Колбаны Бийского округа Сибирского края в русской крестьянской семье. Завершив обучение в семи классах сельской школы, в 1943 году, когда шла Великая Отечественная война, трудоустроилась в местном колхозе имени Ленина Советского района Алтайского края. Быстро овладела необходимыми знаниями для ведения земледелия. В 1948 году возглавила полеводческое звено по выращиванию зерновых. В том же году звено получило небывалый урожай: на площади 11,6 гектаров по 29,3 центнера пшеницы с гектара и ржи на площади 9,6 гектара по 30,3 центнера с гектара.
«За получение высоких урожаев пшеницы и ржи в 1948 году», указом Президиума Верховного Совета СССР от 20 мая 1949 года Екатерине Ивановне Казанцевой (в замужестве Колосовой) было присвоено звание Героя Социалистического Труда с вручением ордена Ленина и медали «Серп и Молот».
Продолжала работать в полеводческой бригаде. В 1952 году завершила обучение в Алтайской краевой сельскохозяйственной школе по подготовке руководящих кадров и до середины 1960-х годов трудилась агрономом в колхозе "На страже мира в Советском районе Алтайского края. Именно её труд агронома способствовал получению высокого урожая в 1956 году. Было получено более 19 центнеров с гектара зерновых культур на площади 4000 гектаров.
С 1963 года возглавляла районную государственную семенную инспекцию. В 1983 году вышла на пенсию.
Избиралась депутатом Алтайского краевого и Советского районного Советов депутатов трудящихся.
Проживала в селе Советском Алтайского края. Умерла 3 июня 2002 года.

## Награды
За трудовые успехи была удостоена:
- золотая звезда «Серп и Молот» (20.05.1949);
- орден Ленина (20.05.1949);
- орден Трудового Красного Знамени (11.01.1957);
- другие медали.